# Suite per a orquestra de varietats núm. 1
La Suite per a orquestra de varietats (en rus:  Сюита для эстрадного оркестра № 1) és una suite en vuit moviments arranjada per Levon Atovmyan després de 1956, basat en música de Dmitri Xostakóvitx. Un error editorial al desè volum de l'edició d'obres col·leccionades de Xostakóvitx publicada per Muzyka el 1984 va provocar que la Suite per a l'Orquestra de Varietats núm. 1 fos identificada erròniament com la "Suite per a l'orquestra de jazz núm. 2" o la "Suite de jazz núm. 2". La partitura es va publicar per primera vegada amb el nom correcte l'any 2001.
Atovmyan, que va organitzar i muntar la suite, era un amic íntim de Xostakóvitx, i s'encarregava regularment d'arranjar les suites de concerts de la seva música de pel·lícula. També va fer moltes altres transcripcions i arranjaments, sovint sense la implicació del compositor i només la seva aprovació tàcita. La Suite per a l'orquestra de varietats núm. 1 inclou arranjaments de fragments del ballet, el teatre i la música de cinema de Xostakóvitx. No ha estat datada amb precisió, però es creu que va ser composta després de 1956.
La primera actuació documentada va tenir lloc l'1 de desembre de 1988, al Barbican Hall, interpretada per l'⁣Orquestra Simfònica de Londres dirigida per Mstislav Rostropóvitx. La Royal Concertgebouw Orchestra dirigida per Riccardo Chailly va fer un enregistrament reeixit de la suite el 1991. El 1994, André Rieu va llançar una gravació de "Waltz II" de la suite que va entrar al top 5 del Mega Top 50 holandès i va vendre més de 50.000 còpies. Més tard es va incloure a la banda sonora de Eyes Wide Shut de Stanley Kubrick.

## Identificació errònia
La Suite per a l'Orquestra de Varietats núm. 1 sovint es confon amb la Suite per a l'Orquestra de Jazz núm. 2 sense relació, de 1938. Això va resultar d'un error en una nota editorial impresa al volum 10 de l'edició d'obres col·leccionades de Xostakóvitx publicada per Muzyka el 1984, que va identificar erròniament la Suite per a l'Orquestra de Varietats No. 1 com la "Suite per a l'Orquestra de Jazz No. 2". L'editor en cap de l'edició d'obres recopilades, Konstantin Titarenko, va inserir la nota a peu de pàgina sense informar-ne la redacció. Quan Manashir Yakubov, l'editor no acreditat del comentari crític del volum 10, va trucar-li per informar-lo del seu error i li va demanar una explicació, Titarenko va penjar.

## Origen i context
Tot i que s'atribueix habitualment a Xostakóvitx i basat en la seva música, la Suite per a l'Orquestra de Varietats núm. 1 va ser organitzada per Levon Atovmyan; un compositor, arranjador i administrador artístic nascut al Turkestán rus. Es van conèixer en una reunió de Vsyeroskomdram, la Societat de Compositors i Dramaturgs de tota Rússia, a principis dels anys trenta. Posteriorment Atovmian va passar a formar part del cercle d'amics propers de Xostakóvitx; més tard, se li va encarregar regularment l'arranjament de les suites de concerts de la seva música per al cinema. A més, Atovmyan també va fer transcripcions i arranjaments d'altra música de Xostakóvitx. Encara que fets amb l'aprovació tàcita de Xostakóvitx i basats en la seva música, els arranjaments d'Atovmyan van incorporar grans modificacions i material recentment compost.
No existeix cap partitura manuscrita de la Suite per a l'Orquestra de Varietats núm. 1 de la mà de Xostakóvitx. La seva instrumentació, la disposició dels moviments i la titulació genèrica dels moviments tampoc es corresponen amb l'estil de Xostakóvitx. No es pot determinar una data precisa per a la composició de la suite, però es creu que va ser composta a finals de la dècada de 1950, un temps després de 1956. La partitura inusual, que inclou tres seccions de violins i dos pianos, suggereix que la suite podria haver estat muntada per a un conjunt específic.

## Música

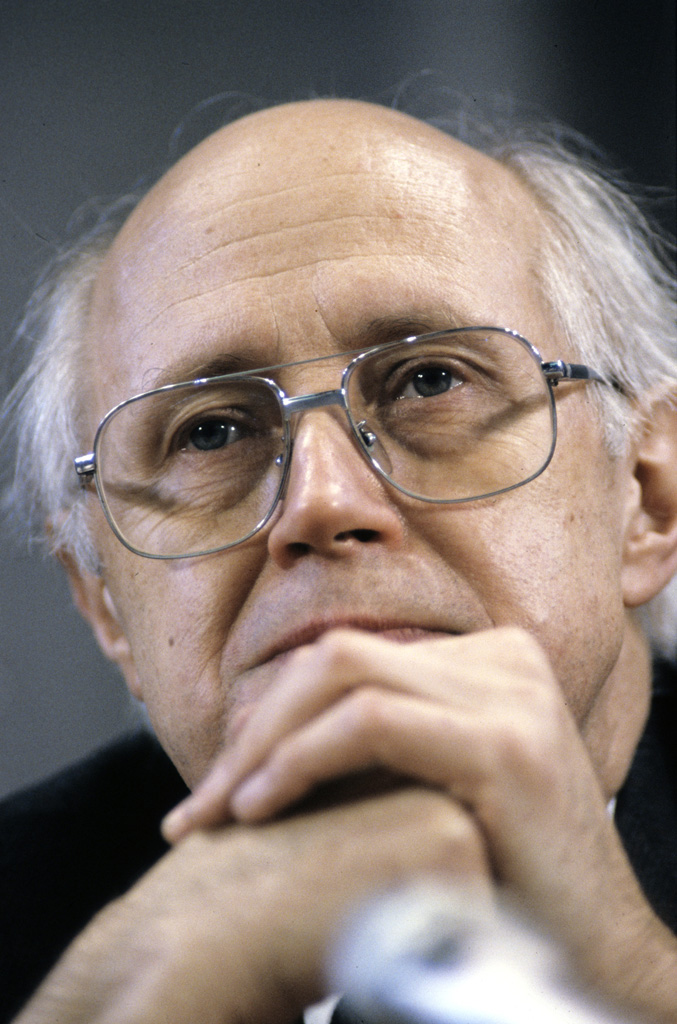
Mstislav Rostropovich va dirigir la primera actuació documentada de la Suite per a l'Orquestra de Varietats núm. 1 el 1988

La Suite per a l'Orquestra de Varietats núm. 1 consta de vuit moviments⁣:
1. March (Giocoso. Alla marcia)
2. Dance I (Presto)
3. Dance II (Allegretto scherzando—Poco meno mosso—Tempo I)
4. Little Polka (Allegretto)
5. Lyrical Waltz (Allegretto)
6. Waltz I (Sostenuto—Tempo di valse—Poco più mosso)
7. Waltz II (Allegretto poco moderato)
8. Finale (Allegro moderato)

Cadascun dels moviments de la suite està organitzat a partir de les partitures de Xostakóvitx per al ballet, el teatre i el cinema. El primer i l'últim moviment es basen en la "Marxa" de la pel·lícula de comèdia de 1940 Les aventures de Korzinkina (banda sonora);  El "Vals I" és un arranjament d'un fragment que havia estat eliminat de la pel·lícula. "Dansa I" està basada en el tema "Mercat" de la pel·lícula de 1955 The Gadfly, que alternativament es coneix com "National Holiday" a la suite de concerts de la música de pel·lícula d'Atovmyan. "Dansa II" és un arranjament del número "Invitation to a Rendezvous" de El corrent límpid, en si mateix un arranjament del número "Pantomime and Dance of a Priest" de El pern. La "Petita polca", "Vals líric" i "ValsII" són arranjaments de pistes compostes per a la banda sonora de The First Echelon; les dues primeres pistes havien estat descartades de la versió final de la partitura de la pel·lícula.
Una actuació típica de la Suite per a l'Orquestra de Varietats núm. 1 dura aproximadament 20 minuts.

## Estrenes
La primera actuació documentada de la Suite for Variety Orchestra núm. 1 va ser l'1 de desembre de 1988. Es va referir com "Jazz Suite No. 2" i va ser tocada al Barbican Hall per l'⁣Orquestra Simfònica de Londres dirigida per Mstislav Rostropóvitx. L'actuació va ser emesa per la BBC el 4 de desembre. El primer enregistrament es va fer l'any 1991 per a Decca per la Royal Concertgebouw Orchestra dirigida per Riccardo Chailly.

## Recepció

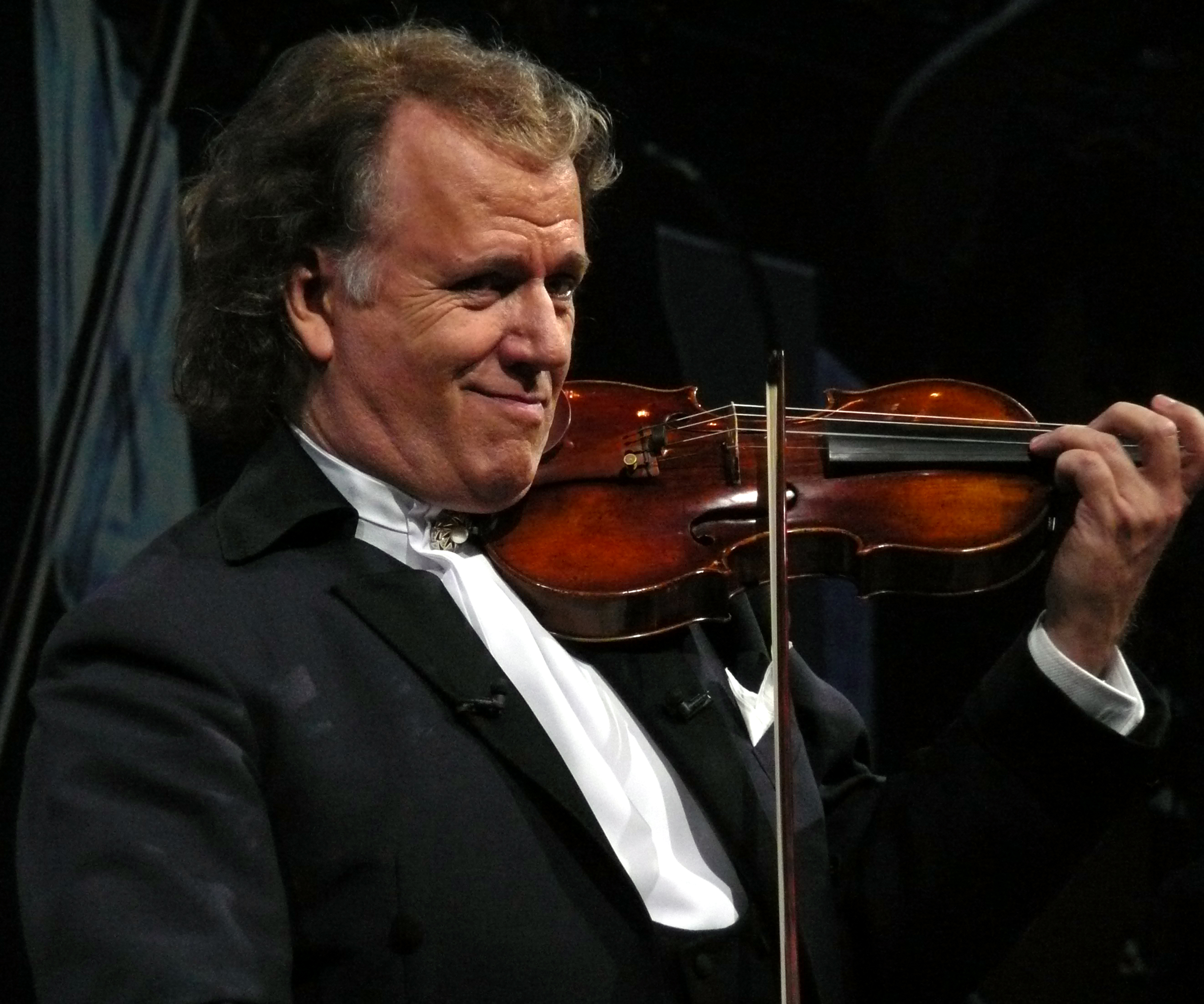
L'enregistrament de 1994 d'⁣André Rieu del "Vals II" es va convertir en un èxit a Europa

Nicholas Kenyon, en la seva ressenya de l'estrena de la Suite per a Variety Orchestra No. 1 per a The Observer, va escriure que la música era ""Xostakóvitx en el seu estat més informal i alegre":
La LSO va tocar la Segona Suite per a Orquestra de Jazz o Banda de Dansa [sic] amb els seus quatre saxòfons estridents, acordió i guitarra, com si fos fet a mida... La música és mediocre, i ni tan sols ben planificada —tres valsos seguits!— però Rostropovich ho va elevar amb tanta gràcia que va funcionar.
També va qualificar l'obra de "peces d'escriptura per encàrrec força cíniques".
L'enregistrament Decca de Chailly va ser un èxit popular i de crítica; la seva gravació de "Waltz II" va ser inclosa a la banda sonora de Eyes Wide Shut de Stanley Kubrick. Roger Covell al Sydney Morning Herald va elogiar l'enregistrament "elegantment interpretat" de Chailly i va comparar favorablement la música de Xostakóvitx amb Façade de William Walton.